# Gunnar Pettersson (politiker)
Gunnar Pettersson (i riksdagen kallad Pettersson i Kungälv), född 15 april 1899 i Kräcklinge, död 1 juni 1986 i Kungälv, var en svensk jordbruksinstruktör och politiker (folkpartist). 
Gunnar Pettersson, som kom från en bondefamilj, var jordbruksinstruktör vid Göteborgs och Bohus läns hushållningssällskap 1926-1962. Han var också ordförande i Kungälvs missionsförsamling. 
Han var ledamot i Kungälvs stadsfullmäktige 1935-1958 och var fullmäktiges förste vice ordförande 1951-1958. Han ingick i styrelsen för Kungälvsavdelningen av Frisinnade landsföreningen (senare Folkpartiet) 1932-1958 och i förbundsstyrelsen för folkpartiets länsförbund i Bohuslän till 1983. 
Gunnar Pettersson var riksdagsledamot i första kammaren för Örebro läns valkrets 1959-1966. I riksdagen var han bland annat ledamot i jordbruksutskottet 1963-1966. Han var särskilt aktiv i landsbygdsfrågor, inte minst jordbrukspolitik.